# Bertil Sjödin
Axel Bertil Eugén Sjödin, född 29 juni 1912 i Sundsvall, död 2 mars 1997 Hedvigs församling i Norrköping, var en svensk skådespelare. Han tillhörde Norrköping-Linköping stadsteaters fasta ensemble 1953–1977.
Sjödin är gravsatt i minneslunden vid Krematorielunden i Norrköping.

## Filmografi (i urval)
- 1940 – Hjältar i gult och blått
- 1941 – Det sägs på stan
- 1942 – Halta Lottas krog
- 1945 – Sussie
- 1979 – I frid och värdighet

## Teater

### Roller (ej komplett)
| År   | Roll                        | Produktion                                                         | Regi                                             | Teater                           |
| ---- | --------------------------- | ------------------------------------------------------------------ | ------------------------------------------------ | -------------------------------- |
| 1940 | Dåren                       | Timglaset William Butler Yeats                                     | Ingmar Bergman                                   | Mäster Olofsgårdens teater       |
| 1940 | Macduff                     | Macbeth William Shakespeare                                        | Ingmar Bergman                                   | Mäster Olofsgårdens teater       |
| 1941 | Soldaten                    | Elddonet H.C. Andersen                                             | Ingmar Bergman                                   | Sagoteatern                      |
| 1941 | Den Förnäme                 | En spöksonat August Strindberg                                     | Ingmar Bergman                                   | Medborgarteatern                 |
| 1941 | Egeus                       | En midsommarnattsdröm William Shakespeare                          | Ingmar Bergman                                   | Sagoteatern                      |
| 1942 | Kasper                      | Kaspers död Ingmar Bergman                                         | Ingmar Bergman                                   | Stockholms studentteater         |
| 1943 | Bernard Lambert             | Jag har rätt att älska (La femme en fleur) Denys Amiel             | Per-Axel Branner                                 | Nya Teatern                      |
| 1943 | Hans Christian              | Vem är jag eller När fan ger ett anbud Carl Erik Soya              | Ingmar Bergman                                   | Stockholms studentteater         |
| 1944 | Jean Arthur                 | Hotellrummet Pierre Rocher                                         | Ingmar Bergman                                   | Boulevardteatern                 |
| 1944 |                             | Spelhuset Hjalmar Bergman                                          | Ingmar Bergman                                   | Dramatikerstudion                |
| 1944 | Skräddaren                  | Rödluvan och vargen Robert Bürkner                                 | Ingmar Bergman                                   | Boulevardteatern                 |
| 1944 |                             | Vår väg mot framtiden Rudolf Värnlund                              | Ingrid Luterkort                                 | Dramatikerstudion                |
| 1944 | Liljerök                    | Aschebergskan på Widtskövle Brita von Horn och Elsa Collin         | Ingmar Bergman                                   | Helsingborgs stadsteater         |
| 1944 |                             | Fan ger ett anbud Carl Erik Soya                                   | Ingmar Bergman                                   | Helsingborgs stadsteater         |
| 1944 | Macduff                     | Macbeth William Shakespeare                                        | Ingmar Bergman                                   | Helsingborgs stadsteater         |
| 1945 | Inspicienten                | Kriss-Krass-Filibom, revy Rune Moberg och Sture Ericson            | Ingmar Bergman                                   | Helsingborgs stadsteater         |
| 1945 |                             | Sagan Hjalmar Bergman                                              | Ingmar Bergman                                   | Helsingborgs stadsteater         |
| 1945 | Salomon                     | Jacobowsky och översten Franz Werfel                               | Ingmar Bergman                                   | Helsingborgs stadsteater         |
| 1945 | Beredskapsmannen            | Rabies Olle Hedberg                                                | Ingmar Bergman                                   | Helsingborgs stadsteater         |
| 1945 | Mats                        | Ett puzzlespel Kaj Munk                                            | Sture Ericson                                    | Helsingborgs stadsteater         |
| 1946 | Lumpgubben                  | Rekviem Björn-Erik Höijer                                          | Ingmar Bergman                                   | Helsingborgs stadsteater         |
| 1946 | Tredje kavaljeren           | Eklöv och lavendel Seán O'Casey                                    | Lars-Levi Læstadius                              | Helsingborgs stadsteater         |
| 1946 | Mäster Palm                 | Den ljusnande tid Alf Henrikson                                    | Lars-Levi Læstadius                              | Helsingborgs stadsteater         |
| 1947 | Lucentio                    | Lika för lika William Shakespeare                                  | Lars-Levi Læstadius                              | Helsingborgs stadsteater         |
| 1947 | Lydersen                    | Kranes konditori Cora Sandel                                       | Lars-Levi Læstadius                              | Helsingborgs stadsteater         |
| 1947 | Ejnar                       | Melodi på lergök Lars-Levi Læstadius                               | Lars-Levi Læstadius                              | Helsingborgs stadsteater         |
| 1947 |                             | Älskling, jag ger mig Mark Reed                                    | Sture Ericson                                    | Boulevardteatern                 |
| 1947 | Medverkande                 | Fängslande men flyktigt, revy                                      | Gunnar Ekström Sture Ericson Lars-Levi Læstadius | Helsingborgs stadsteater         |
| 1948 | Paul                        | Alltsedan paradiset J. B. Priestley                                | Sture Ericson                                    | Helsingborgs stadsteater         |
| 1948 | Freddie Brock               | Född i går Garson Kanin                                            | Gunnar Ekström                                   | Helsingborgs stadsteater         |
| 1948 | Pjotr Dobtjinskij           | Revisorn Nikolaj Gogol                                             | Lars-Levi Læstadius                              | Helsingborgs stadsteater         |
| 1948 | Karsky                      | All världens rikedom Jean-Paul Sartre                              | Lars-Levi Læstadius                              | Helsingborgs stadsteater         |
| 1948 | Skräddaren                  | Rödluvan Robert Bürkner                                            | Börje Nyberg                                     | Helsingborgs stadsteater         |
| 1949 | Kenneth Lake                | Diana går på jakt Terence Rattigan                                 | Gunnar Ekström                                   | Helsingborgs stadsteater         |
| 1949 | Gamle Ekdal                 | Vildanden Henrik Ibsen                                             | Lars-Levi Læstadius                              | Helsingborgs stadsteater         |
| 1949 | Josua                       | Slottsbalen Jean Anouilh                                           | Börje Nyberg                                     | Helsingborgs stadsteater         |
| 1949 | Smilfink                    | Askungen                                                           | Arne Ragneborn                                   | Helsingborgs stadsteater         |
| 1949 | Teaterdirektören            | Lilla helgonet Hervé, Henri Meilhac och Albert Millaud             | Mats Johansson                                   | Helsingborgs stadsteater         |
| 1950 | Stanley                     | En handelsresandes död Arthur Miller                               | Lars-Levi Læstadius                              | Helsingborgs stadsteater         |
| 1950 | Desmond Curry               | Fallet Winslow The Winslow Boy Terence Rattigan                    | Börje Nyberg                                     | Helsingborgs stadsteater         |
| 1950 | Roger Andrews               | Skomakarens frimåndag Thomas Dekker                                | Lars-Levi Læstadius                              | Helsingborgs stadsteater         |
| 1950 |                             | Lycklig som Larry Donagh MacDonagh                                 | John Zacharias                                   | Helsingborgs stadsteater         |
| 1950 | Svärdfejaren                | Vävaren i Bagdad Hjalmar Bergman                                   | Keve Hjelm                                       | Helsingborgs stadsteater         |
| 1951 | Gratin                      | Millionären från Peru Hans Adler och Alexander Steinbrecher        | John Zacharias                                   | Helsingborgs stadsteater         |
| 1951 | Abbén                       | Brott och brott August Strindberg                                  | John Zacharias                                   | Helsingborgs stadsteater         |
| 1951 | Gaston Veyron-Laffitte      | Adèle ser i syne Pierre Barillet och Jean-Pierre Grédy             | Keve Hjelm                                       | Helsingborgs stadsteater         |
| 1951 | Fabio                       | Hus med dubbel ingång Pedro Calderón de la Barca                   | John Zacharias                                   | Helsingborgs stadsteater         |
| 1951 | Doktor Gagnon               | Lyckliga tid Samuel A. Taylor                                      | Ingrid Luterkort                                 | Helsingborgs stadsteater         |
| 1951 | Parchester                  | Lorden från gränden L. Arthur Rose och Noel Gay                    | Nils Poppe                                       | Helsingborgs stadsteater         |
| 1952 | Torpedstyrman Herbert       | Måsar över Sorrento Hugh Hastings                                  | John Zacharias                                   | Helsingborgs stadsteater         |
| 1952 | Jeppe Berg                  | Erasmus Montanus Ludvig Holberg                                    | John Zacharias                                   | Helsingborgs stadsteater         |
| 1952 | Broquet                     | Bröllopet på Seine Marcel Achard                                   | Ingrid Luterkort                                 | Helsingborgs stadsteater         |
| 1952 | Överstatistikern            | Komedin om oss myror Samuel Spewack                                | John Zacharias                                   | Helsingborgs stadsteater         |
| 1952 | Hotelluppassaren            | Jag vill kärleken Jean Anouilh                                     | Ingrid Luterkort                                 | Helsingborgs stadsteater         |
| 1953 | Mr Kirby                    | Komedin om oss människor Moss Hart och George S. Kaufman           | Ingrid Luterkort                                 | Helsingborgs stadsteater         |
| 1953 | William Banbury             | Fallna änglar Noël Coward                                          | Ingrid Luterkort                                 | Helsingborgs stadsteater         |
| 1953 | Bertolier                   | Ett huvud kortare Marcel Aymé                                      | John Zacharias                                   | Helsingborgs stadsteater         |
| 1953 | Mr Richard Baxter           | Mollusken Hugh Herbert Davis                                       | Ingrid Luterkort                                 | Malmö Stadsteater                |
| 1953 | Smith                       | Tolvskillingsoperan Bertolt Brecht och Kurt Weill                  | John Zacharias                                   | Norrköping-Linköping stadsteater |
| 1953 | Taylor                      | Den ljuva timmen Anna Bonacci                                      | Olof Thunberg                                    | Norrköping-Linköping stadsteater |
| 1953 | Gamle Ekdal                 | Vildanden Henrik Ibsen                                             | Ingrid Luterkort                                 | Norrköping-Linköping stadsteater |
| 1953 | Mjölnaren                   | Rödluvan Robert Bürkner                                            | Ingrid Luterkort                                 | Norrköping-Linköping stadsteater |
| 1954 | Torpedstyrman Herbert       | Måsar över Sorrento Hugh Hastings                                  | John Zacharias                                   | Norrköping-Linköping stadsteater |
| 1954 | Mr. Miller                  | Älskande kvinna (The Deep Blue Sea) Terence Rattigan               | John Zacharias                                   | Norrköping-Linköping stadsteater |
| 1954 | Arv, en gårdskarl           | Henrik och Pernille Ludvig Holberg                                 | Ingrid Luterkort                                 | Norrköping-Linköping stadsteater |
| 1954 | Lord Edgar                  | Tjuvarnas bal Jean Anouilh                                         | John Zacharias                                   | Norrköping-Linköping stadsteater |
| 1954 | Oshira                      | Thehuset Augustimånen John Patrick                                 | Olof Thunberg                                    | Norrköping-Linköping stadsteater |
| 1955 | Kung Efraim I Långstrump    | Pippi Långstrump Astrid Lindgren                                   | Bertil Norström                                  | Norrköping-Linköping stadsteater |
| 1955 | Simon Stimson               | Vår lilla stad Thornton Wilder                                     | Ingrid Luterkort                                 | Norrköping-Linköping stadsteater |
| 1955 | Vincentio                   | Så tuktas en argbigga William Shakespeare                          | John Zacharias                                   | Norrköping-Linköping stadsteater |
| 1955 | Majoren                     | Jag vill vara en annan Leck Fischer                                | Kurt-Olof Sundström                              | Norrköping-Linköping stadsteater |
| 1955 | Quist                       | Quist Alf Henrikson                                                | Ingrid Luterkort                                 | Norrköping-Linköping stadsteater |
| 1956 | Farfar                      | Åh, en så’n pappa! Liam O’Brien                                    | Olof Thunberg                                    | Norrköping-Linköping stadsteater |
| 1956 | Albert Dussel               | Anne Franks dagbok Frances Goodrich och Albert Hackett             | John Zacharias                                   | Norrköping-Linköping stadsteater |
| 1956 | Loyal                       | Tartuffe Molière                                                   | John Zacharias                                   | Norrköping-Linköping stadsteater |
| 1956 | Professor Hinzelmann        | Vita hästen Hans Müller och Ralph Benatzky                         | John Zacharias                                   | Norrköping-Linköping stadsteater |
| 1957 | Nils i Söderby              | Gustav Vasa August Strindberg                                      | John Zacharias                                   | Norrköping-Linköping stadsteater |
| 1957 | Sertorius                   | Vägen till Rom Robert E. Sherwood                                  | Kurt-Olof Sundström                              | Norrköping-Linköping stadsteater |
| 1957 | Domaren William Heath       | Natten till den 17 januari Ayn Rand                                | John Zacharias                                   | Norrköping-Linköping stadsteater |
| 1957 |                             | Den kinesiska asken Finn Methling                                  | Lars-Erik Liedholm                               | Norrköping-Linköping stadsteater |
| 1957 | Père Gustave                | Simones drömmar Bertolt Brecht och Hanns Eisler                    | Kurt-Olof Sundström                              | Norrköping-Linköping stadsteater |
| 1958 | Fadern                      | Leka med elden August Strindberg                                   | John Zacharias                                   | Norrköping-Linköping stadsteater |
| 1958 | William Banbury             | Fallna änglar Noël Coward                                          | Ingrid Luterkort                                 | Norrköping-Linköping stadsteater |
| 1958 | Broquet Speekdom            | Bröllopet på Seine Marcel Achard                                   | John Zacharias                                   | Norrköping-Linköping stadsteater |
| 1958 | Earlen av Salisbury         | Richard II William Shakespeare                                     | Olof Widgren John Zacharias                      | Norrköping-Linköping stadsteater |
| 1958 | Läkaren                     | Clérambard Marcel Aymé                                             | Gösta Folke                                      | Norrköping-Linköping stadsteater |
| 1959 | Domprosten                  | Den vackra mjölnarfrun Alejandro Casona                            | Sam Besekow                                      | Norrköping-Linköping stadsteater |
| 1959 |                             | Ung och grön Dorothy Reynolds och Julian Slade                     | Ingrid Luterkort                                 | Norrköping-Linköping stadsteater |
| 1959 | Garvar Ekström              | Ett resande teatersällskap August Blanche                          | Bertil Norström                                  | Norrköping-Linköping stadsteater |
| 1959 | William Howard              | Den beskedlige älskaren Graham Greene                              | Lars Barringer                                   | Norrköping-Linköping stadsteater |
| 1960 | Jasmine                     | Napoleons tvätterska Victorien Sardou och Émile Moreau             | John Zacharias                                   | Norrköping-Linköping stadsteater |
| 1960 | Zjevakin                    | Giftermålet Nikolai Gogol                                          | Sture Ericson                                    | Norrköping-Linköping stadsteater |
| 1960 | Enrique                     | Äktenskapsskolan Molière                                           | Rune Carlsten                                    | Norrköping-Linköping stadsteater |
| 1960 |                             | Folk och rövare i Kamomilla stad Thorbjørn Egner och Bjarne Amdahl | Bertil Norström                                  | Norrköping-Linköping stadsteater |
| 1961 | Borgström                   | Dunungen Selma Lagerlöf                                            | Sture Ericson                                    | Norrköping-Linköping stadsteater |
| 1961 | Borgmästaren                | Miss 6 Bertil Norström och Gunnar Hoffsten                         | Jackie Söderman                                  | Norrköping-Linköping stadsteater |
| 1961 | Pedro                       | Så tuktas en hustyrann John Fletcher                               | Lars Barringer                                   | Norrköping-Linköping stadsteater |
| 1961 | Rektor Billberg             | Markurells i Wadköping Hjalmar Bergman                             | Rune Carlsten                                    | Norrköping-Linköping stadsteater |
| 1962 | Magister Bridaine           | Lek ej med kärleken Alfred de Musset                               | Ingrid Luterkort                                 | Norrköping-Linköping stadsteater |
| 1962 | Gérome                      | Fruar på vift Georges Feydeau                                      | Lars Barringer                                   | Norrköping-Linköping stadsteater |
| 1962 | Jakob Skomakare             | Jeppe på berget Ludvig Holberg                                     | John Zacharias                                   | Norrköping-Linköping stadsteater |
| 1962 |                             | Advokaten Patelin David Augustin de Brueys och Jean de Palaprat    | Lars Gerhard Norberg                             | Norrköping-Linköping stadsteater |
| 1963 | Edouard Lablache            | Tokan Marcel Achard                                                | Bertil Norström                                  | Norrköping-Linköping stadsteater |
| 1963 | Gorgibus                    | De löjliga mamsellerna Molière                                     | Lars Gerhard Norberg                             | Norrköping-Linköping stadsteater |
| 1963 | Aubrey Glenville            | I hemligaste laget Arthur Watkyn                                   | Sture Ericson                                    | Norrköping-Linköping stadsteater |
| 1963 | Affischören Pensionären     | Ett drömspel August Strindberg                                     | Olof Molander                                    | Norrköping-Linköping stadsteater |
| 1964 |                             | Antigone Sofokles                                                  | Olof Molander                                    | Norrköping-Linköping stadsteater |
| 1964 | Panisse                     | Marius Marcel Pagnol                                               | Bertil Norström                                  | Norrköping-Linköping stadsteater |
| 1964 | Lepic                       | Grop åt andra Pierre-Aristide Bréal                                | Lars Barringer                                   | Norrköping-Linköping stadsteater |
| 1964 | Fabian                      | Trettondagsafton, eller Vad ni vill William Shakespeare            | John Zacharias                                   | Norrköping-Linköping stadsteater |
| 1965 |                             | Soldaten Svejk Karl Larsen                                         | Lars Gerhard Norberg                             | Norrköping-Linköping stadsteater |
| 1965 | Ward V. Evans               | Fallet Oppenheimer Heinar Kipphardt                                | John Zacharias                                   | Norrköping-Linköping stadsteater |
| 1965 | Jeppe Berg                  | Erasmus Montanus Ludvig Holberg                                    | Torsten Sjöholm                                  | Norrköping-Linköping stadsteater |
| 1965 | Emanuel Lutz                | Meteoren Friedrich Dürrenmatt                                      | John Zacharias                                   | Norrköping-Linköping stadsteater |
| 1965 |                             | Gertrud Hjalmar Söderberg                                          | John Zacharias                                   | Norrköping-Linköping stadsteater |
| 1967 | Harry                       | Balansgång Edward Albee                                            | Lars-Levi Læstadius                              | Norrköping-Linköping stadsteater |
| 1967 | Rådspresidenten             | Leonce och Lena Georg Büchner                                      | Torsten Sjöholm                                  | Norrköping-Linköping stadsteater |
| 1967 |                             | Människan och hans hustru Inga Lindsjö                             | Torsten Sjöholm                                  | Norrköping-Linköping stadsteater |
| 1967 | Godsherren                  | Den första synden Aharon Megged                                    | Abraham Asseo                                    | Norrköping-Linköping stadsteater |
| 1968 | Willie                      | Lyckans dar Samuel Beckett                                         | Torsten Sjöholm                                  | Norrköping-Linköping stadsteater |
| 1968 | Panisse                     | Fanny Marcel Pagnol                                                | Bertil Norström Lars Gerhard Norberg             | Norrköping-Linköping stadsteater |
| 1968 |                             | Mor Courage och hennes barn Bertolt Brecht                         | Torsten Sjöholm                                  | Norrköping-Linköping stadsteater |
| 1969 | Bengtsson                   | Spöksonaten August Strindberg                                      | Lars-Erik Liedholm                               | Norrköping-Linköping stadsteater |
| 1969 | Wacka Dawson                | Den stora dagen Alan Seymour                                       | Lars Gerhard Norberg                             | Norrköping-Linköping stadsteater |
| 1969 | Eugen                       | Tango Slawomir Mrozek                                              | Torsten Sjöholm                                  | Norrköping-Linköping stadsteater |
| 1970 | Jan Hansson                 | Wermlännigarne Fredrik August Dahlgren och Andreas Randel          | Bertil Norström                                  | Norrköping-Linköping stadsteater |
| 1970 | Chatillon                   | Kung Johan Friedrich Dürrenmatt                                    | Lars Gerhard Norberg                             | Norrköping-Linköping stadsteater |
| 1970 |                             | Ä’ke det gudomligt Bertil Norström                                 | Bertil Norström                                  | Norrköping-Linköping stadsteater |
| 1970 |                             | Galilei Bertolt Brecht                                             | Torsten Sjöholm                                  | Norrköping-Linköping stadsteater |
| 1970 | Läkaren                     | Berättelser från Landshut Martin Sperr                             | Lars Gerhard Norberg                             | Norrköping-Linköping stadsteater |
| 1971 | Quist                       | Quist Alf Henrikson                                                |                                                  | Norrköping-Linköping stadsteater |
| 1971 | Anton Tideman               | Spanska flugan Franz Arnold och Ernst Bach                         | Torsten Sjöholm                                  | Norrköping-Linköping stadsteater |
| 1971 | Abdullin                    | Revisorn Nikolaj Gogol                                             | Lars Gerhard Norberg                             | Norrköping-Linköping stadsteater |
| 1972 |                             | Välkommen hem Reidar Jönsson                                       | Evert Lindberg                                   | Norrköping-Linköping stadsteater |
| 1972 | Moffa                       | Välkommen Allan Edwall                                             | Lars Gerhard Norberg                             | Norrköping-Linköping stadsteater |
| 1972 | Morten Kiil                 | En folkfiende Henrik Ibsen                                         | Torsten Sjöholm                                  | Norrköping-Linköping stadsteater |
| 1973 | Fanjunkaren                 | I blindo David Rabe                                                | Hans Elfvin                                      | Norrköping-Linköping stadsteater |
| 1973 | Johan Christopher Holmberg  | Gustav III August Strindberg                                       | Mimi Pollak                                      | Norrköping-Linköping stadsteater |
| 1973 | Häradshövdingen             | Herr Puntila och hans dräng Matti Bertolt Brecht                   | Jan Lewin                                        | Norrköping-Linköping stadsteater |
| 1973 | Stepan Stepanovitj Tjubykov | Ett frieri Anton Tjechov                                           | Torsten Sjöholm                                  | Norrköping-Linköping stadsteater |
| 1974 | Blind-Jonas                 | Midsommardröm i fattighuset Pär Lagerkvist                         | Hans Elfvin                                      | Norrköping-Linköping stadsteater |
| 1974 |                             | Leva loppan Georges Feydeau                                        | Lars Gerhard Norberg                             | Norrköping-Linköping stadsteater |
| 1974 |                             | Drottningens juvelsmycke Carl Jonas Love Almqvist                  | Torsten Sjöholm                                  | Norrköping-Linköping stadsteater |
| 1975 |                             | Körsbärsträdgården Anton Tjechov                                   | Gunnel Lindblom                                  | Norrköping-Linköping stadsteater |
| 1975 | Antonio                     | Mycket väsen för ingenting William Shakespeare                     | Hans Elfvin                                      | Norrköping-Linköping stadsteater |
| 1975 | Postmästaren                | Brevbäraren från Arles Ernst Bruun Olsen                           | Torsten Sjöholm                                  | Norrköping-Linköping stadsteater |
| 1976 |                             | Småstadsbor August von Kotzebue                                    | Bertil Norström                                  | Norrköping-Linköping stadsteater |
| 1976 |                             | Meningen med föreningen Ensemblen vid Västernorrlands Regionteater | Lars Broling                                     | Norrköping-Linköping stadsteater |